# Louis Croenen
Louis Croenen (Turnhout, 4 gennaio 1994) è un ex nuotatore belga.

## Carriera
Croenen ha giocato a calcio fino all'età di undici anni, prima di cominciare a dedicarsi esclusivamente al nuoto. Nel 2011 disputa gli Europei in vasca corta di Stettino vincendo il bronzo nella staffetta 4x50 m stile libero, e l'anno successivo partecipa alle Olimpiadi di Londra 2012 prendendo parte alla staffetta 4x200 m stile libero. La staffetta 4x200 m stile libero gli fa guadagnare un bronzo agli Europei di Berlino 2014 e l'argento ai successivi Europei di Londra 2016, dietro ai Paesi Bassi e davanti all'Italia superata per due centesimi di secondo. Alla sua seconda esperienza olimpica ai Giochi di Rio de Janeiro 2016 ottiene due ottavi posti nei 200 m farfalla e nella staffetta 4x200 m stile libero.

## Palmarès
- Europei

Berlino 2014: bronzo nella 4x200 m sl.
Londra 2016: argento nella 4x200 m sl, bronzo nella 4x100m sl.
- Europei in vasca corta

Stettino 2011: bronzo nella 4x50m sl